# ذا حلال جايز
ذا حلال جايز (بالإنجليزية: The Halal Guys) هي سلسلة مطاعم للأكل السريع الحلال، بدأت كعربات حلال في مانهاتن ، مدينة نيويورك. وبعد ذلك توسعت في مواقع جديدة في جميع أنحاء الولايات المتحدة وفروع أخري حول العالم.
تتميز هذه المطاعم بالطبق الأساسي الذي يتكون من طبق من الدجاج أو اللحم الجيرو مع الأرز  ، ويقدم أيضًا ساندويتش دجاج أو لحم جيرو 

## التاريخ
تأسست حلال جايز في عام 1990 على يد محمد أبو العينين المصري الأصل  ، مع مواطنيه أحمد السقا وعبد الباسط السيد ، كعربة نقانق تقع في الركن الجنوبي الشرقي من شارع 53 والشارع السادس. حينها اعتقد أبو العينين أن الهوت دوج ليس وجبة مرضية ، وانتقل إلى القائمة الحالية للدجاج ولحوم الجيرو والأرز والبيتا في عام 1992. نتيجة لذلك ، توافد سائقو سيارات الأجرة المسلمون في مدينة نيويورك على العربة لقدرتها على تقديم وجبة حلال سريعة وغير مكلفة نسبيًا. مع انتشار الحديث الشفوي عبر سائقي سيارات الأجرة هؤلاء ، ابتكر المشغلون الطبق المميز ، طبق من الدجاج والأرز الذي انتشر في المجتمع المسلم في المدينة.
وتسببت هذه العربة في انخفاض شعبية بائعي الهوت دوج في مدينة نيويورك وقلدها على العديد من العربات الأخرى
في عام 2016 تبرعت حلال جايز بمبلغ 30،000 دولارًا أمريكيًا لكلية LaGuardia Community College لتمويل المنح الدراسية للطلاب الذين يعانون من صعوبات مالية.

## الأستقبال
في عام 2014 حصلت حلال حايز على جائزة تعدد الثقافات من قبل اتحاد المستهلكين الأمريكيين المسلمين لتعزيزهم للتنوع والتعددية الثقافية ، وشمولهم لجميع الأقليات في أمريكا.